# Castelnuovo Berardenga
Pour les articles homonymes, voir Castelnuovo.
Castelnuovo Berardenga est une commune italienne de la province de Sienne dans la région Toscane en Italie.

## Géographie
En plein cœur de la province de Toscane, à 25 km de Sienne, Castelnuovo-Berardenga est plus particulièrement située entre le pays du Chianti et celui des Crete senesi. 

### Hydrologie
Le village de Castelnuovoerardenga est traversé par la rivière Ombrone et  la Malena, au carrefour de l’ancien chemin reliant Sienne, la vallée de l’Arno et de la vallée de Chiana du Haut-Arno.

### Hameaux
Hameaux :
- Casetta
- Montaperti (lieu de la bataille de Montaperti)
- Pianella
- Pievasciata
- Ponte a Bozzone
- Quercegrossa
- San Giovanni a Cerreto
- San Gusmè
- Vagliagli
- Villa a Sesta

### Communes limitrophes
Asciano, Bucine, Castellina in Chianti, Gaiole in Chianti, Monteriggioni, Radda in Chianti, Rapolano Terme, Sienne

## Histoire
Le nom de Castelnuovo veut dire «nouveau château». Il a été donné en 1366 quand la république de Sienne ordonna sa construction, à proximité de Poggio et Frati. À cette époque, Castelnuovo gouvernait tous les petits villages de son district. La tour d’observation de Poggio et Castelli existe toujours et permet d’admirer le paysage toscan.

### Archéologie
- La Nécropole de Bosco Le Pici, site archéologique étrusque

## Jumelages
Le Taillan-Médoc (France) depuis 2001